# Martti Saksela
Martti Olavi Saksela, till 1930 Saxén, född 5 april 1898 i Viborg, död 11 juli 1977 i Vaajakoski, var en finländsk geolog.
Saksela blev filosofie doktor 1927 och studerade därefter vid Kungliga Tekniska högskolan i Stockholm 1930–1931. Han tjänstgjorde 1930–1936 som geolog och 1936–1941 som statsgeolog vid geologiska kommissionen. Han var 1941–1945 malmletnings- och forskningsdirektör vid Malmikaivos Oy, 1945–1954 biträdande professor och 1954–1966 professor i geologi och mineralogi vid Helsingfors universitet. 
Saksela utvecklade nya malmletningsmetoder som uppdagade ett flertal nya malmer i Finland. Malmmikroskopet var ett av hans viktigaste arbetsredskap. Med hjälp av mikroskopet upptäckte han och beskrev många sällsynta och för Finland nya malmmineral. Han utvecklades till expert i malmmineralogi och malmmikroskopering samt var en pionjär på området i Finland. 